# Gerecse Barlangkutató és Természetvédő Egyesület
A Gerecse Barlangkutató és Természetvédő Egyesület (röviden: GBTE) egy barlangkutatással és természetvédelemmel foglalkozó egyesület. A 2007-ben Zöld Ág díjjal kitüntetett szervezet 1969-ben alakult, azóta is folyamatosan működik. Önálló egyesületi formában 1988-tól tevékenykedik, 1998 óta közhasznú szervezet . Igazolt tagjainak száma 2007-ben 37 volt.

## Céljai
- a Gerecse hegység karsztjelenségeinek, barlangjainak és egyéb természeti értékeinek megismerése, feltárása, kutatása, megóvása és bemutatása.

## Kutatási területei
Eredményes feltáró kutatásaik voltak a Vértes László-barlangban, a Tűzköves-barlangban , a Jura-zsombolyban  és a keselő-hegyi barlangokban .
- tudományos kutatások és dokumentációs munkák (gerecsei denevérkutatási és védelmi munkaprogram, gerecsei barlangi környezetvédelmi monitoring rendszer)
- Az egyesület rendszeresen rendez kutatótáborokat és 1995-től a tatabányai Móra Ferenc Általános Iskola közreműködésével ifjúsági természetvédő és barlangásztábort
- Kiemelt feladat a Szelim-lyuk további kutatása

Szakköri foglalkozásaikat hetente csütörtöki napokon 18 órai kezdettel rendezik Tatabánya, Gál ltp. 405/a. szám alatti klubhelyiségükben.

## Fotók

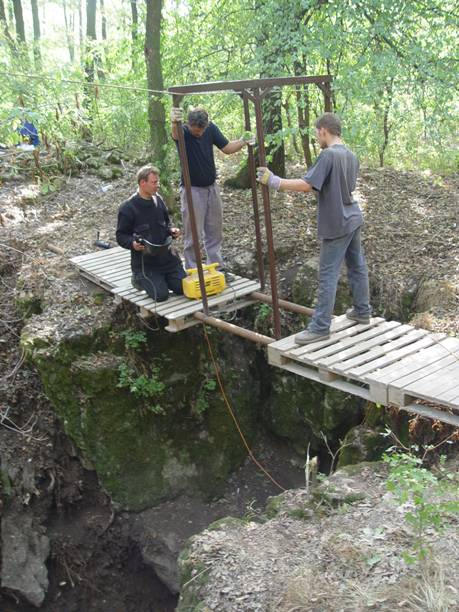
A Lengyel-szakadék feltárása
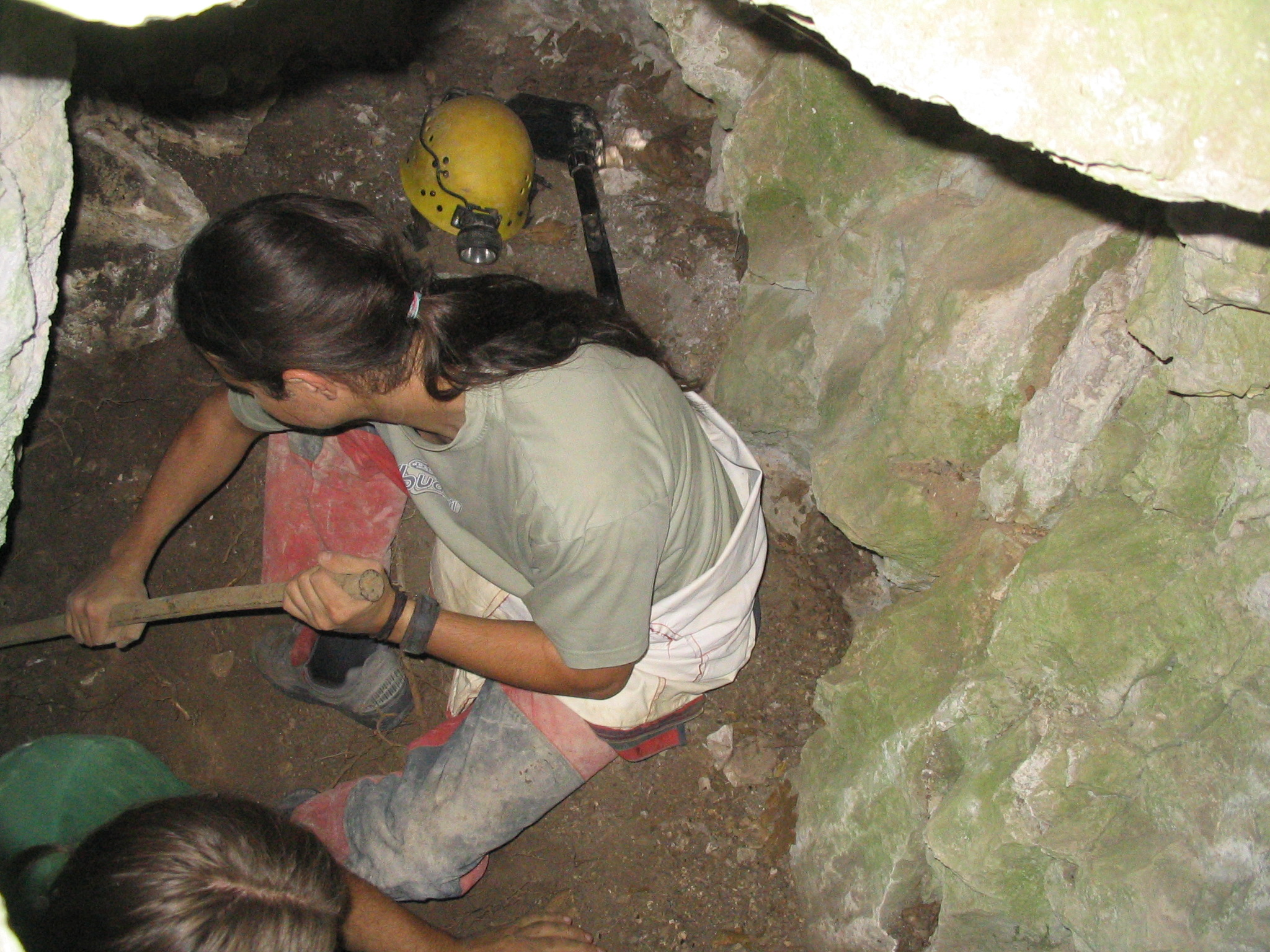
Vajdai Péter
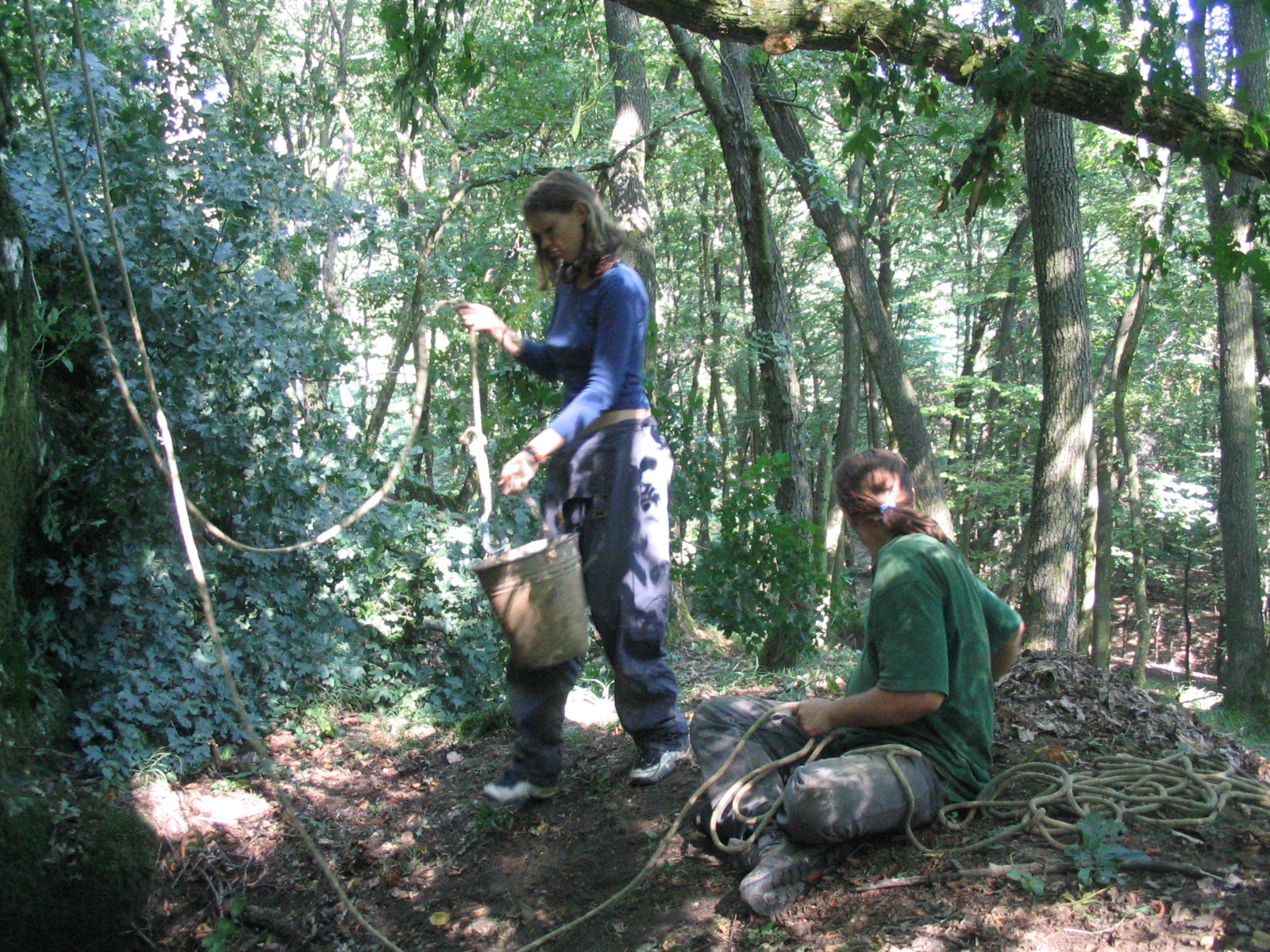
Tálos Viktória és Farkas Román (a GBTE elnöke)
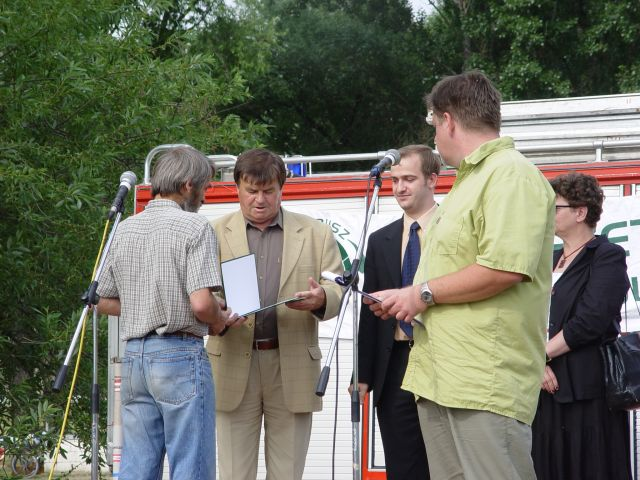
Zöld Ág díj átvétele 2007